# William Peel, 1. Earl Peel

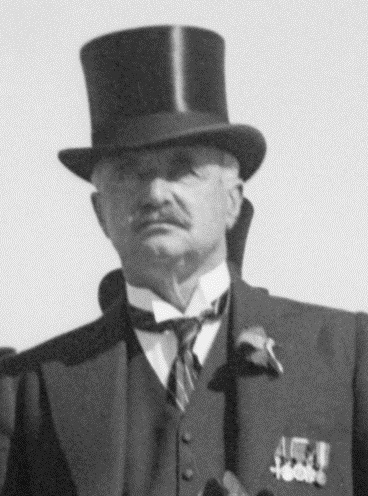
William Peel, 1. Earl Peel (1936)

William Robert Wellesley Peel, 1. Earl Peel GCSI GBE PC (* 7. Januar 1867; † 28. September 1937) war ein britischer Politiker der Unionist Party sowie später der Conservative Party, der mehrere Jahre lang Abgeordneter des House of Commons sowie unter anderem Minister für Indien, Chancellor of the Duchy of Lancaster und Lordsiegelbewahrer war. 1912 erbte er von seinem Vater den Titel 2. Viscount Peel und gehörte damit bis zu seinem Tod dem House of Lords als Mitglied an. 1929 wurde er darüber hinaus 1. Earl Peel.

## Leben

### Herkunft, Rechtsanwalt und Unterhausabgeordneter
Er war der Sohn von Arthur Wellesley Peel und dessen Gattin Adelaide Dugdale. Sein Großvater Robert Peel war 1834 bis 1835 und 1841 bis 1846 Premierminister.
Er selbst absolvierte nach dem Schulbesuch ein Studium der Rechtswissenschaften und nahm nach der anwaltlichen Zulassung bei der Rechtsanwaltskammer (Inns of Court) von Inner Temple 1893 eine Tätigkeit als Rechtsanwalt auf. 
Am 25. Mai 1900 wurde Peel als Kandidat der Liberalen Unionisten erstmals zum Abgeordneten in das House of Commons gewählt und vertrat dort bis zum 12. Januar 1906 den Wahlkreis Manchester South. Daneben war er von 1900 bis 1904 auch Mitglied des London County Council (LCC) als Vertreter des Wahlkreises Woolwich. 1907 wurde er wieder zum Mitglied des LCC gewählt und gehörte diesem nunmehr bis 1910 als Vertreter des Wahlkreises Kensington an. Während dieser Zeit fungierte er vom 11. März 1908 bis 8. März 1910 im LCC als Führer der Moderaten, der sogenannten Municipal Reform Party.
Zwischenzeitlich wurde er am 23. Februar 1909 im Wahlkreis Taunton wieder als Abgeordneter in das House of Commons gewählt.

### Oberhausmitglied und Juniorminister
Beim Tod seines Vaters am 24. Oktober 1912 erbte er von diesem den Titel als 2. Viscount Peel und damit verbunden auch die Mitgliedschaft im House of Lords, dem er bis zu seinem Tod angehörte. Seinen Sitz im House of Commons musste er dafür aufgeben. Zugleich war er von 1913 bis 1919 wieder Mitglied des London County County, wobei er dieses Mal den Wahlkreis Kensington vertrat. Darüber hinaus fungierte er von 1914 bis 1919 als Vorsitzender des LCC.
Während des Ersten Weltkrieges leistete Viscount Peel als Oberstleutnant zwischen 1914 und 1918 seinen Militärdienst bei den Bedfordshire Yeomanry und war zuletzt von 1917 bis 1919 auch Vereinigter Parlamentarischer Sekretär (Joint Parliamentary Secretary) im Ministerium für den Nationaldienst (Ministry of National Service) der Regierung Lloyd George. Für seine Verdienste wurde er 1919 zum Knight Grand Cross des Order of the British Empire (GBE) erhoben.
Nach Kriegsende war er von 1919 bis 1921 Unterstaatssekretär im Kriegs- und Luftfahrtministerium sowie zugleich Vizepräsident des Armeerates und wurde zugleich 1919 auch zum Privy Counsellor berufen.

### Minister
In der Koalitionsregierung von Premierminister David Lloyd George übernahm Viscount Peel 1921 die Ämter als Chancellor of the Duchy of Lanchaster sowie als Verkehrsminister (Minister of Transport) und behielt beide Ämter bis März 1922. Im Rahmen einer Kabinettsumbildung ernannte ihn Lloyd George am 19. März 1922 zum Minister für Indien (Secretary of State for India). Dieses Amt behielt er auch in den beiden nachfolgenden Regierungen der Conservative Party von Premierminister Andrew Bonar Law und Stanley Baldwin bis zum 23. Januar 1924.
Nachdem Baldwin am 6. November 1924 wieder das Amt des Premierministers übernommen hatte, wurde er Minister für öffentliche Arbeiten (First Commissioner of Works). Im Rahmen einer Kabinettsumbildung übernahm er am 18. Oktober 1928 von Frederick Edwin Smith, 1. Earl of Birkenhead abermals das Amt des Ministers für Indien und übte dieses Amt bis zum Ende von Baldwins Amtszeit am 4. Juni 1929 aus. Nach seinem Ausscheiden aus der Regierung wurde er am 10. Juli 1929 zum 1. Earl Peel erhoben und erhielt zugleich den nachgeordneten Titel als 1. Viscount Clanfield, of Clanfield in the County of Southampton.
Nach der Bildung der National Government, einer Koalition von Labour Party und Conservative Party unter Premierminister Ramsay MacDonald, am 25. August 1931 fungierte Earl Peel als Lordsiegelbewahrer (Lord Privy Seal). 1931 war er außerdem Vorsitzender der Burma Round Table Conference, die sich wie die britisch-indischen Round-Table-Konferenzen in London mit der Zukunft von Britisch-Indien befasste, dessen Teil Burma seit 1886 war. Für die dortigen Verdienste wurde er 1932 zum Knight Grand Commander des Order of the Star of India (GCSI) ernannt.
Earl Peel war 1932 Vorsitzender der Weizenkommission (Wheat Commission) und befasste sich von 1933 bis 1934 als Mitglied des Indian Joint Committee erneut mit der Zukunft Britisch-Indiens. Danach war er Vorsitzender der Royal Commission on the Despatch of Business at Common Law, einer Königlichen Kommission, die sich mit Fragen zum Wirtschaftsrecht im Common Law befasste. Anschließend fungierte er von 1936 bis 1937 als Vorsitzender der Royal Commission on Palastine, die sich mit dem Völkerbundsmandat für Palästina beschäftigte. Darüber hinaus war er Mitglied der Königlichen Kommission für den Londoner Hafen (Royal Commission for the Port of London) sowie Verwalter (Governor) der Victoria University of Manchester.

### Familie und Nachkommen
Am 11. April 1889 heiratete er Eleanor Williamson, die einzige Tochter von James Williamson, der unter anderem zwischen 1886 und 1895 den Wahlkreis North Lancashire als Abgeordneter im House of Commons vertrat und durch ein Letters Patent vom 25. Juli 1895 als 1. Baron Ashton, of Ashton, in the County of Lancaster ebenfalls in den erblichen Adelsstand erhoben wurde.
Aus dieser Ehe gingen eine Tochter, Doris Peel, und der Sohn Arthur William Ashton Peel, Viscount Clanfield hervor, der nach dem Tod seines Vaters dessen Adelstitel erbte.